# ロバート・マーサー
ロバート・リロイ・マーサー（英: Robert Leroy Mercer、1946年7月11日 - ）は、ボブ・マーサーの名の方でよく知られているが、アメリカの計算機科学者、初期の人工知能の開発者、ヘッジファンド「ルネッサンス・テクノロジーズ」の元共同CEO、マーサー財団設立者。アメリカ共和党保守派への多額資金提供者であり、コーク兄弟に並ぶ影響力を持つ。娘はマーサー財団理事長のレベッカ・マーサー。

## 概要
ロバートはIBMのコンピューター技師だった。その後、ルネッサンス・テクノロジーズを立ち上げ、運用資産250億ドル（約2兆7500億円）の大手ヘッジファンドに成長させた。
イギリスのブレグジットへの主要な資金提供者であり、ブライトバート・ニュース・ネットワークや2016年のドナルド・トランプ大統領選挙キャンペーンのようなアメリカの保守系政治運動を支持する組織への主要な資金提供者である。彼はメイク・アメリカ・ナンバー1政治行動委員会（Make America Number 1 super PAC）への主要な後援者である。
マーサー財団はティーパーティー運動の中でもトップクラスの勢力を誇り、ティーパーティーパトリオッツなど保守系団体などへの多額の資金提供していることでも知られる。
マーサー財団は、当初はテッド・クルーズを支援し、彼の敗退後はドナルド・トランプ陣営を支援した。トランプ陣営選対本部長を担ったケリーアン・コンウェイやスティーブン・バノンをはじめ、トランプの側近の多くがマーサー財団と縁が深い。
ヘリテージ財団、ケイトー研究所などの保守・リバタリアン系シンクタンクのスポンサーでもある。特に、保守系のメディア監視団体であるメディア・リサーチ・センターは、マーサー財団が寄付先に選んでいるシンクタンクや政策団体の中で、最も多くの金額を受け取っている。
2017年11月、ロバートはルネッサンス・テクノロジーズを引退し、保有しているブライトバート・ニュースの株を娘たちに売却すると表明した。

### 気候変動否定論者への寄付
マーサー家は気候変動を否定する人物・団体に多額の寄付を行なっている。マーサー家にはアメリカ自然史博物館の委員会メンバーを務めた者がいたが、この寄付について非難が集まったことにより、2回の任期を終えた後は退任している。